# Sangue bollente a 1000 gradi
Sangue bollente a 1000 gradi è un cortometraggio del 1911 prodotto dalla Helios Film.